# Antinaco (ort i La Rioja)
Antinaco är en ort i Argentina.   Den ligger i provinsen La Rioja, i den nordvästra delen av landet, 1 100 kilometer nordväst om huvudstaden Buenos Aires. Antinaco ligger 1 172 meter över havet och antalet invånare är 102.
Terrängen runt Antinaco är varierad. Runt Antinaco är det mycket glesbefolkat, med 2 invånare per kvadratkilometer.. 
Omgivningarna runt Antinaco är i huvudsak ett öppet busklandskap.